# Leprozorium św. Łazarza w Poznaniu
Leprozorium św. Łazarza – zabytkowy gmach leprozorium, zlokalizowany w Poznaniu, w północnej części Wildy.

## Położenie
Budynek położony jest na skrzyżowaniu ulic: Górna Wilda oraz Niedziałkowskiego i sąsiaduje z Parkiem Izabeli i Jarogniewa Drwęskich oraz szkołą przy ul. Różanej.

## Historia
Geneza założenia zakonnego leprozorium pod Poznaniem nie jest znana. Jest pewne, że zostało erygowane kanonicznie na początku lub w drugiej połowie XIII wieku. Wtedy to trąd zawleczony przez pielgrzymów i krzyżowców z Ziemi Świętej stał się poważnym problemem także i w Polsce. Skąd rycerze Świętego Łazarza przybyli do Poznania tego dokładnie nie wiadomo. Możliwe, że za czasów panowania w Wielkopolsce księcia Henryka Brodatego (1234–1238) lub jego syna księcia Henryka Pobożnego (1238–1241) przybyli z którejś placówki na Śląsku. Możliwe, że pojawili się najpierw na ziemi lubuskiej zdobytej w latach 1224/25-1229 roku przez świętego Ludwika IV, Landgrafa Turyngii i Hrabiego Saksonii – brata przyszłego wielkiego mistrza zakonu krzyżackiego Konrada i męża świętej Elżbiety z Turyngii (siostrzenicy świętej Jadwigi Śląskiej) protektorki Zakonu Św. Łazarza, która sprowadziła lazarytów z Węgier do Turyngii – i następnie rozprzestrzenili się w Wielkopolsce. Najbardziej przekonującym jest jednak okres powstania zakonnego lazaretu po roku 1244 za rządów księcia Przemysła I (1241–1257), który w 1253 przeniósł Poznań z prawego na wyższy, lewy brzeg Warty, lokując go na prawie magdeburskim. Jest też prawdopodobne, że szpitalnicy Świętego Łazarza przybyli do stolicy księstwa za wstawiennictwem joannitów, których przytułek działał tam od 1187 roku. To oni w obliczu nowej epidemii mogli pomóc w zorganizowaniu profesjonalnej – jak na tamte czasy – placówki leczniczej znanych im z Jerozolimy lazarytów.
Leprozorium założono na lewym brzegu Warty, poza murami miasta Poznania, w miejscu obecnej ul. Niedziałkowskiego. Lazaryci posiadali własność ziemi przyległych do leprozorium, z których czerpali dochody na swe utrzymanie. Z latami w pobliżu szpitala pojawiało się coraz więcej osadników-klientów i tak już w XVI wieku istniała obok wieś o nazwie Święty Łazarz. Jeszcze w drugiej połowie XVI wieku zakonnicy św. Łazarza zniknęli z Polski. Jednakże w źródłach historycznych wzmiankowane są – nieprzetrwałe do dziś – Szpital (pozostał jeden budynek) i Kościół Świętego Łazarza, do których należały znaczne obszary, ciągnące się aż do drogi prowadzącej do ówczesnej wsi Górczyn.
W XVIII wieku na terenie wsi zaczęli osiedlać się Bambrzy. Na należących do nich gruntach wzniesiono później Kościół Matki Boskiej Bolesnej oraz obecny dworzec kolejowy. Tory przecięły lazareckie tereny przynależne wsi na dwie części. Część wschodnia przypadła Wildzie, zachodnią dalej nazywano Świętym Łazarzem lub Nowym Łazarzem. Pod koniec XIX w. wybudowano tu pierwsze większe zakłady przemysłowe. W granice Poznania włączony został Święty Łazarz w 1900.
Obiekt został gruntownie wyremontowany dla towarzystwa Alliance française (czytelnia i biblioteka francuska) i otwarty w maju 1987 z udziałem ambasadora Francji w Polsce – Claude'a Harela oraz rektora Jacka Fisiaka.
Obecnie Łazarz to poznańska dzielnica mieszkaniowa przylegająca do centrum od południowego zachodu, położona wzdłuż ul. Głogowskiej, wchodząca w skład osiedla samorządowego Św. Łazarz.